# Comtat de la Romera
El Comtat de la Romera és un títol nobiliari espanyol, creat per la reina Isabel II el 28 de gener de 1847, a favor de Francisco de Paula Orlando y Fernández del Torco, Ministre d'Hisenda en dues ocasions, durant el regnat d'Isabel II.

## Comtes de la Romera
|                                     | Titular                                          | Període                |
| Creació per Isabel II               | Creació per Isabel II                            | Creació per Isabel II  |
| ----------------------------------- | ------------------------------------------------ | ---------------------- |
| I                                   | Francisco de Paula Orlando y Fernández del Torco | 1847-1869              |
| II                                  | María Jacinta Orlando e Ibarrola                 | 1869-                  |
| III                                 | María de la Concepción López-Roberts y Orlando   |                        |
| Rehabilitación por Francisco Franco |                                                  |                        |
| IV                                  | Carlos Orlando y Soto                            | 1961-1995              |
| "V"                                 | "María Luisa Orlando Bonet"                      | "1995-2000" (anul·lat) |
| V                                   | Carlos Orlando Bonet                             | 2000-2002              |
| VI                                  | Marta Orlando de la Torre                        | 2002-actual titular    |

## Història dels comtes de la Romera
- Francisco de Paula Orlando y Fernández del Torco (1800-1869), I comte de la Romera.

1. Casat amb Carmen Chaix y Tomasí.
2. Casat amb Encarnación Ibarrola y Mollinero, marquesa de Zambrano. El succeí, del seu segon matrimoni, la seva filla:

- María Jacinta Orlando e Ibarrola, II comtessa de la Romera

1. Casada amb Dionísio López Roberts. La succeí la seva única filla:

- María de la Concepción López-Roberts y Orlando (n. en 1858), III comtessa de la Romera.

1. Casada amb Fernando Jordán de Urríes y Ruiz de Arana, I marquès de Novallas, fill de Juan Nepomuceno Jordán de Urríes y Salcedo V marquès de Ayerbe.
2. Casada amb Luis Fernández de Córdoba y Remón Zarco del Valle, III marquès de Mendigorría. Sense descendents d'aquest matrimoni.

El títol cau en l'oblit fins que el 29 de setembre de 1961 és rehabilitat per:
- Carlos Orlando y Soto, IV comte de la Romera. Le sucedió, en 1995:

- "María Luisa Orlando Bonet", "V comtessa de la Romera", des de 1995 al 2000, any en què li va ser revocat el títol per atorgar-li-ho a:

- Carlos Orlando Bonet, V comte de la Romera. El succeí la seva filla:

- Marta Orlando de la Torre, VI comtessa de la Romera